# جون خاراميو
جون خاراميو (بالإسبانية: Alexander Jaramillo)‏ هو لاعب كرة قدم كولومبي، ولد في 11 يونيو 1980 في ميديلين في كولومبيا. شارك مع منتخب كولومبيا تحت 20 سنة لكرة القدم. أما مع النوادي، فقد لعب مع أتلتيكو جونيور وأتليتيكو بوكارامانغا وأتليتيكو هويلا وإنديبندينتي ميديلين وديبورتيفو باستو.

## وصلات خارجية
- جون خاراميو على موقع قاعدة بيانات كرة القدم.إي يو (الإنجليزية)
- جون خاراميو على موقع Soccerway.com (الإنجليزية)